# エムレ・ギュンギョル
エムレ・ギュンギョル（トルコ語: Emre Güngör、1984年8月1日 - ）は、トルコの元サッカー選手。元トルコ代表。ポジションはDF。

## クラブ歴
バクルキョイスポルの下部組織から2001年にMKEアンカラギュジュに移籍し選手となった。翌年にテュルク・テレコムGSKに期限付き移籍し、2003年に完全移籍。しかし2004年に再びアンカラギュジュに完全移籍した。
2007年にガラタサライSKに完全移籍。
2010年にガズィアンテプスポルに移籍すると、アンタルヤスポル、カルデミル・カラビュックスポル、エスキシェヒルスポル、バンドゥルマスポルと移籍し、2017年に選手を引退した。

## 代表歴
年代別代表としてはU-16代表からの各年代で出場しており、UEFA U-16欧州選手権2001に参加した経歴がある。
2008年5月20日のスロバキア代表との親善試合で代表初出場。UEFA EURO 2008ではチェコ代表戦に出場し、エムレ・アシュクからポジションを奪ったものの負傷したため、出場はこの1試合に止まった。
2010年3月3日のホンジュラス代表との親善試合で代表初得点を記録、同年5月22日のチェコ代表との親善試合が代表最後の試合となった。合計キャップは上述の4試合に止まった。